# Leonard Fournette
Leonard Fournette (* 18. Januar 1995 in New Orleans, Louisiana) ist ein US-amerikanischer American-Football-Spieler auf der Position des Runningbacks. Er spielte zuletzt für die Buffalo Bills in der National Football League (NFL). Zuvor stand Fournette bei den Tampa Bay Buccaneers, mit denen er den Super Bowl LV gewann, unter Vertrag. Er wurde im NFL Draft 2017 an vierter Stelle von den Jacksonville Jaguars ausgewählt und spielte zuvor College Football an der Louisiana State University (LSU).

## Highschool und College
Fournette besuchte die St. Augustine High School und war neben Football auch über die Sprintdistanzen in der Leichtathletik aktiv. Bereits als Junior konnte er in einer Saison 2.135 Yards erlaufen und dabei 31 Touchdowns erzielen. Gemeinhin als eins der größten Talente auf der Position des Runningbacks bewertet, entschied sich Fournette für das Angebot, für das College LSU zu spielen.
In seiner Collegezeit konnte er sein Potential erneut unter Beweis stellen, erlief insgesamt 3.830 Yards und erzielte dabei 40 Touchdowns. In der Saison 2016 wurde er als Mitfavorit für die Heisman Trophy, die den besten College-Football-Spieler auszeichnet, gehandelt. Aufgrund mehrerer, kleinerer Verletzungen konnte er aber nicht die komplette Saison spielen und musste seine Saison vorzeitig beenden.
Am 5. Dezember 2016 ließ Fournette verlauten, dass er am NFL Draft 2017 teilnehmen werde. Vielen Experten sahen Fournette dabei als einen der besten Runningbacks dieses Draftjahrgangs an.

## NFL
Im NFL Draft 2017 wurde er schließlich an vierter Stelle und als erster Runningback von den Jacksonville Jaguars gewählt. Am 17. Mai unterschrieb er seinen Rookie-Vertrag über vier Jahre und 27 Millionen US-Dollar.
In seiner ersten Profi-Saison 2017 erzielte er 1.040 Lauf- und 302 Receiving-Yards sowie insgesamt 10 Touchdowns. Insbesondere beim 30:9-Sieg gegen die Pittsburgh Steelers in Woche 5 bot er eine herausragende Vorstellung mit 181 erlaufenen Yards. Mit seinem 90-Yard-Touchdown-Lauf im letzten Viertel stellte er einen neuen Jaguars-Franchise-Rekord auf. Dabei erreichte er eine Höchstgeschwindigkeit von über 35 Kilometern pro Stunde.
Die Saison 2018 wurde von Verletzungen überschattet; Fournette bestritt nur 8 der 16 Regular Season-Spiele. Negativer Höhepunkt war eine Suspendierung nach Handgreiflichkeiten im Spiel gegen die Buffalo Bills in Woche 12. So standen am Ende der Regular Season lediglich 439 Lauf- und 185 Receiving-Yards zu Buche.
Am 31. August 2020 wurde Fournette von den Jaguars entlassen. Kurz darauf unterschrieb er einen Einjahresvertrag über 3,5 Millionen Dollar bei den Tampa Bay Buccaneers. In Tampa war Fournette zunächst der zweite Runningback hinter Ronald Jones II. Nachdem Jones gegen Ende der Regular Season wegen eines positiven Tests auf COVID-19 ausfiel und das erste Spiel der Play-offs verpasste, übernahm Fournette die Rolle als Starter. In den Play-offs erzielte er insgesamt 448 Yards Raumgewinn und vier Touchdowns. Mit den Buccaneers zog er in den Super Bowl LV ein, den sie gegen die Kansas City Chiefs mit 31:9 gewannen. Fournette erzielte einen Touchdown zum zwischenzeitlichen 27:9. Nach der Saison unterschrieb Fournette erneut einen Vertrag bei den Buccaneers. Am 17. März 2023 wurde Fournette von den Buccaneers entlassen.
Am 31. Oktober 2023 nahmen die Buffalo Bills Fournette für ihren Practice Squad unter Vertrag. Er kam in zwei Spielen für die Bills zum Einsatz, bevor er am 16. Januar 2024 entlassen wurde.